# 海绿芋螺
海绿芋螺（学名：Conus glaucus），是新腹足目芋螺科芋螺属的一种。主要分布于印度尼西亚、台湾，常栖息在浅海沙底。